# Karl-Erivan Haub
Karl-Erivan Haub (Tacoma, 2 marzo 1960 – dichiarato ufficialmente morto il 14 maggio 2021 dopo essere scomparso sulle Alpi svizzere il 7 aprile 2018) è stato un imprenditore e miliardario tedesco-statunitense, direttore generale dell'azienda di famiglia, il Gruppo Tengelmann, attivo nella grande distribuzione in Germania. 
Scomparve (le telecamere lo ripresero per l'ultima volta in cima alla cabinovia del Piccolo Cervino, in Svizzera, dove aveva intenzione di sciare) il 7 aprile 2018. Il corpo non fu mai ritrovato. Tre anni più tardi, nel maggio 2021, fu dichiarato legalmente morto da un tribunale di Colonia, la città in cui abitava.
Quasi due anni dopo, nel 2023, un'inchiesta giornalista della rete Rti e di Stern fece riesplodere la vicenda sostenendo che il miliardario (la sua ricchezza personale era stata stimata a suo tempo in 5,2 miliardi di euro) era ancora vivo e si troverebbe in Russia con l'amante russa, addirittura una spia. Nell'aprile 2024 la Procura di Colonia riaprì il caso.

## Biografia
Karl-Erivan Haub nacque il 2 marzo 1960 a Tacoma, Washington, figlio maggiore di Erivan Haub, (1932–2018), ex amministratore delegato del gruppo Tengelmann, Helga Haub, nata Otto. Crebbe principalmente a Wiesbaden e in famiglia veniva chiamato "Charly". I suoi due fratelli minori sono Georg e Christian Haub. Dal 1978 al 1983 Haub studiò economia e scienze sociali presso l'Università di San Gallo, in Svizzera. Dopo la prima esperienza professionale presso Nestlé Foods a Solon, nel 1986 passò alla società di consulenza aziendale McKinsey a Düsseldorf. Nel 1991 entrò a far parte dell'azienda di famiglia occupandosi dello sviluppo in Oriente. Un anno dopo divenne il vice del padre, unico socio amministratore. Secondo Forbes, la famiglia Haub era una delle più ricche del mondo.
Nel 1997 Haub assunse la responsabilità delle attività operative in Europa. Dopo che il padre lasciò l'azienda nel 2000, i fratelli Karl-Erivan e Christian WE Haub gestirono l'azienda come soci accomandatari.
Nel 2007 Haub è stato eletto presidente della rete tedesca delle imprese familiari (FBN) e nel 2015 presidente di FBN-International. Haub porta avanti il consolidamento dell'azienda di famiglia. Ha aumentato le sue partecipazioni nel franchising di negozi di ferramenta Obi, ha venduto alcune parti delle partecipazioni estere nella catena di negozi Plus e ha fuso la parte tedesca di questa catena con la filiale di Edeka Netto Marken-Discount.
Nel 2009 Haub iniziò a dedicarsi all'e-commerce con la controllata Tengelmann Ventures. L'azienda investì in start-up nei settori dell'internet di consumo, dei mercati e della tecnologia e con circa 40 investimenti diventò uno dei principali investitori di venture capital in Germania.

## La scomparsa
Il 7 aprile 2018 Haub scomparve durante il suo allenamento per la tradizionale gara di sci alpinismo Patrouille des Glaciers nella regione del Cervino organizzata dall'Esercito svizzero. Era considerato uno scialpinista di grande esperienza e aveva preso parte più volte a questa gara. Una telecamera nella stazione a monte del Piccolo Cervino lo riprese per l'ultima volta intorno alle 9:10; da quel momento si persero le sue tracce. Il 13 aprile la famiglia di Haub annunciò di non avere più alcuna speranza di ritrovarlo vivo, poiché dopo più di una settimana "nelle condizioni climatiche estreme di una zona glaciale" non c'era praticamente alcuna possibilità di sopravvivenza. Fu possibile intensificare le ricerche solo dopo lo scioglimento della neve.
L'8 giugno 2018 ebbe luogo un servizio funebre per lui e suo padre, Erivan Haub, morto a marzo. Nell’ottobre 2018 la ricerca fu interrotta “per mancanza di prospettive di successo”. Quel giorno il fratello di Karl-Erivan, Christian, diventò ufficialmente CEO del Gruppo Tangelmann.
Nell'ottobre 2020 i suoi fratelli, insieme alla società commerciale Tengelmann, presentarono domanda al tribunale distrettuale di Colonia per dichiarare morto Karl-Erivan Haub. Di conseguenza divenne pubblica una spaccatura tra i fratelli e la moglie di Haub, poiché quest'ultima voleva evitare una dichiarazione di morte per non dover lasciare l'azienda di famiglia con i suoi figli. Il 18 gennaio 2021 si seppe che Georg Haub aveva ritirato la sua domanda di dichiarazione di morte presso il tribunale di Colonia, mentre le domande di Christian Haub e del gruppo Tengelmann erano state mantenute.
Nel novembre 2020, cominciò a circolare la voce che Haub avesse condotto una doppia vita segreta e si fosse nascosto con un amante. Partì, si disse, senza l'accompagnamento di una guida alpina e si ipotizzò che fosse partito per l'Italia dal Piccolo Cervino. Haub era in contatto da oltre dieci anni con una dipendente molto più giovane di un'agenzia di eventi di San Pietroburgo, che aveva organizzato la festa di compleanno di sua madre. Dopo la morte del padre di Haub nel 2018, la vicenda si era intensificata. In seguito alla scomparsa di Haub, la donna lasciò il lavoro e si trasferì a Mosca. Secondo "Compagni" Haub avrebbe avuto la cittadinanza americana e il passaporto tedesco e quello della Federazione Russa. Si disse anche che, tra il 2010 e il 2015, Tengelmann si èeraappropriato indebitamente di fondi aziendali per decine di milioni, la maggior parte dei quali sarebbero scomparsi in Russia. Haub aveva vietato gli audit a seguito di segnalazioni di attività sospette da parte del dipartimento di audit. Si seppe anche che aveva sotto sorveglianza soci d'affari, guardie del corpo, vicini e persino la famiglia; Soltanto il pedinamento del fratello Georg da parte di un'agenzia investigativa di Hannover costò otto milioni di euro.
Il 16 marzo 2021 il tribunale distrettuale di Colonia emise un'ordinanza con cui fissava il termine per il 12 maggio: se entro tale data non si fossero fatti avanti né la persona scomparsa né qualcun altro a conoscenza di nuovi particolari, il giorno della scomparsa sarebbe stato indicato come giorno della data di morte. Trascorso questo termine, il tribunale distrettuale di Colonia decise di dichiararlo morto a partire dalla mezzanotte del 7 aprile 2018 e pubblicò questa decisione il 14 maggio 2021. La dichiarazione di morte fu precedentemente resa dal fratello e poi anche dalla moglie e daii figli.
Nel maggio 2023 fu pubblicato il libro The Tengelmann File and the Mysterious Disappearance of Billionaire Karl-Erivan Haub della giornalista investigativa Liv von Boetticher sulla sua ricerca sui presunti dubbi rapporti di Haub in Russia. Il 23 maggio 2023, Stern riferì in una storia di copertina basata sul libro della Liv von Boetticher che Haub sarebbe potuto essere stato avvistato vivo in Russia. Nell'aprile 2024 fu annunciato che la procura stava indagando su Christian Haub per falsa testimonianza in relazione alla dichiarazione di morte di suo fratello sulla base di una denuncia penale.

## Vita privata
Nel 1989 sposò Katrin, nata Haubold, figlia di Christoph Haubold, ex manager della Rewe, che aveva lasciato il suo posto nel consiglio di amministrazione dopo il matrimonio. Haub e sua moglie ebbero due figli, gemelli, e vissero con la famiglia a Colonia fino alla sua scomparsa. 
Nel tempo libero Haub faceva lo sciatore e correva maratone.

## Premi
- Karl-Erivan W. Haub è stato insignito dello stemma d'onore dal sindaco del comune di Hohndorf il 3 ottobre 2002.[36]